# オレグ・カン
オレグ・クイムハコビッチ・カン（ロシア語:Олег Кымхакович Кан1967年4月16日-）はロシアの水産業者である。ロシア国内でカニ王との名前で有名。
水産会社「沿海州水産会社（PRK）」の相談役。
ウラジオストクのデパート「GUM」と商業センター「ツェントラーリヌイ」を所有。
サハリンのネベリスク生まれ。
息子が3人。妻帯者。息子のアレクサンドル・カンが複数の水産会社の経営者となっている。
脱税、密漁、また2010年にウラジオストクで発生したワレーリー・プヒデンコ氏殺人事件に対する殺人教唆罪の容疑で自宅や会社の家宅捜索を受けたが、本人は直前にそれを察知し、プライベートジェットで日本へ逃亡した。現在は札幌郊外にある別邸にとどまっていると報道されている。

## 来歴
1985年、極東水産業技術大学に入学。1986年から1988年までソ連軍に従属。1992年に卒業。ネベリスクでトロール漁業を開始。会社「Kanif International」の幹部に就任。
1995年から合弁企業「稚内」を13年間経営。
2009年から極東ロシアでカニ漁を開始。
2016年、サハリンの慈善団体「ロドニエ・オストロヴァ」の代表に就任。
2018年5月、水産会社「沿海州水産会社（PRK)」の相談役に就任。